# إيلي ديرشويتز
إيلي ديرشويتز (مواليد 23 سبتمبر 1995) هو مبارز بالسيف من الولايات المتحدة، مثّل بلاده في الألعاب الأولمبية الصيفية 2016.

## روابط خارجية
إيلي ديرشويتز على موقع الاتحاد الدولي للمبارزة (الإنجليزية)
- إيلي ديرشويتز على موقع اللجنة الأولمبية الدولية (الإنجليزية)
- إيلي ديرشويتز على موقع أوليمبيديا (الإنجليزية)
- إيلي ديرشويتز على موقع اللجنة الأولمبية والبارالمبية الأمريكية (الإنجليزية)